# 숀 맥나마라

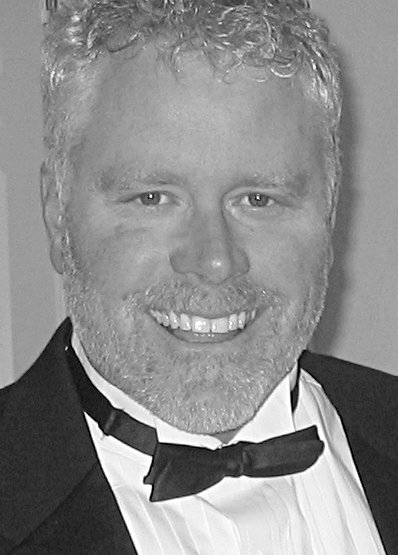

숀 맥나마라(Sean Patrick Michael McNamara, 1962년 5월 9일 ~ )는 미국의 배우, 각본가, 영화 감독, 영화 제작자이다.
버뱅크에서 태어났다.

## 작품 목록
- 미라클 시즌 (2018년)
- 더 문 앤 더 선 (2018년)
- 저스트 인 타임 포 크리스마스 (2015년)
- 스페어 파츠 (2015년)
- 후비 (2015년)
- 베이비 지니어스 앤 더 스페이스 베이비 (2015년)
- 베이비 지니어스 앤 더 트레져스 오브 이집트 (2014년)
- 필드 오브 로스트 슈즈 (2014년)
- 로보사피엔: 리부티드 (2013년)
- 스페이스 워리어스 (2013년)
- 소울 서퍼 (2011년) - 립컬 이그젝큐티드 역
- 브링 잇 온 5 (2009년)
- 블루스톰 2 (2009, Into the Blue 2: The Reef)
- 리걸리 브론디스 (2009년)
- 브랏츠 (2007년)
- 사랑은 은반 위에 2 (2006년)
- 필 오브 더 퓨쳐 (2004년)
- 레이즈 유어 보이스 (2004년)
- 이븐 스티븐슨 무비 (2003년)
- 꼬마 유령 캐스퍼 3 - 캐스퍼와 웬디 (1998년)
- 닌자 키드 4 - 헐크 호간과 쓰리 닌자 (1998년)
- 꼬마 유령 캐스퍼 2 - 새로운 모험 (1997년)
- 천하무적 갈가메스 (1995년)

### 텔레비전
- 댓츠 소 레이번 (2003년)